# Copa das Confederações FIFA de 2013 – Grupo A
O grupo A da Copa das Confederações FIFA de 2013 foi disputado de 15 a 22 de junho de 2013 pelas seleções do Brasil (país-sede), do Japão, do México e da Itália. Os dois primeiros colocados do grupo (Brasil e Itália, respectivamente) avançaram automaticamente às semifinais. A primeira partida ocorreu com o antrifião Brasil enfrentando o Japão.

## Participantes
| Inscrição            | Seleção | Confederação | Modo de classificação                    | Aparições | Melhor resultado anterior  |
| -------------------- | ------- | ------------ | ---------------------------------------- | --------- | -------------------------- |
| A1 (cabeça-de-chave) | Brasil  | CONMEBOL     | País-sede da Copa do Mundo FIFA de 2014  | 7ª        | Campeã (1997, 2005 e 2009) |
| A2                   | Japão   | AFC          | Campeão da Copa da Ásia de 2011          | 5ª        | Vice-campeã (2001)         |
| A3                   | México  | CONCACAF     | Campeão da Copa Ouro da CONCACAF de 2011 | 6ª        | Campeão (1999)             |
| A4                   | Itália  | UEFA         | Vice-campeã da Eurocopa 2012             | 2ª        | Fase de grupos (2009)      |

## Classificação
| Pos. | Seleção | Pts | J | V | E | D | GP | GC | SG |
| ---- | ------- | --- | - | - | - | - | -- | -- | -- |
| 1    | Brasil  | 9   | 3 | 3 | 0 | 0 | 9  | 2  | +7 |
| 2    | Itália  | 6   | 3 | 2 | 0 | 1 | 8  | 8  | 0  |
| 3    | México  | 3   | 3 | 1 | 0 | 2 | 3  | 5  | –2 |
| 4    | Japão   | 0   | 3 | 0 | 0 | 3 | 4  | 9  | –5 |

## Jogos
Todos os jogos listados estão no horário brasileiro (UTC−3).

### Primeira rodada
Brasil vs. Japão
| 15 de junho | Brasil                              | 3 – 0     | Japão | Estádio Nacional, Brasília                 |
| 16:00       | Neymar 3' · Paulinho 48' · Jô 90+3' | Relatório |       | Público: 67 423 Árbitro: POR Pedro Proença |

| Brasil | Japão |

| BRASIL:             |    |              |     |
|                     |    |              |     |
| GR                  | 12 | Júlio César  |     |
| LD                  | 2  | Daniel Alves |     |
| ZA                  | 3  | Thiago Silva |     |
| ZA                  | 4  | David Luiz   |     |
| LE                  | 6  | Marcelo      |     |
| MC                  | 17 | Luiz Gustavo |     |
| MC                  | 18 | Paulinho     |     |
| MC                  | 11 | Oscar        |     |
| AT                  | 19 | Hulk         | 75' |
| AT                  | 10 | Neymar       | 74' |
| AT                  | 9  | Fred         | 81' |
| Substituições:      |    |              |     |
| MC                  | 7  | Lucas        | 74' |
| MC                  | 8  | Hernanes     | 75' |
| AT                  | 21 | Jô           | 81' |
| Treinador:          |    |              |     |
| Luiz Felipe Scolari |    |              |     |

| JAPÃO:             |    |                  |       |
|                    |    |                  |       |
| GR                 | 1  | Eiji Kawashima   |       |
| LD                 | 6  | Atsuto Uchida    |       |
| ZA                 | 22 | Maya Yoshida     |       |
| ZA                 | 15 | Yasuyuki Konno   |       |
| LE                 | 5  | Yuto Nagatomo    |       |
| MC                 | 17 | Makoto Hasebe    | 45+1' |
| MC                 | 7  | Yasuhito Endō    | 78'   |
| MC                 | 8  | Hiroshi Kiyotake | 51'   |
| MC                 | 4  | Keisuke Honda    | 88'   |
| AT                 | 10 | Shinji Kagawa    |       |
| AT                 | 9  | Shinji Okazaki   |       |
| Substituições:     |    |                  |       |
| AT                 | 18 | Ryoichi Maeda    | 51'   |
| MC                 | 13 | Hajime Hosogai   | 78'   |
| MC                 | 19 | Takashi Inui     | 88'   |
| Treinador:         |    |                  |       |
| Alberto Zaccheroni |    |                  |       |

| Melhor em campo: Neymar (Brasil) Bandeirinhas: Bertino Miranda Tiago Trigo Quarto árbitro: Felix Brych Quinto árbitro: Mark Borsch |

México vs. Itália
| 16 de junho | México              | 1 – 2     | Itália                    | Estádio Maracanã, Rio de Janeiro           |
| 16:00       | Hernández 34' (pen) | Relatório | Pirlo 27' · Balotelli 78' | Público: 73 123 Árbitro: CHI Enrique Osses |

| México | Itália |

| MÉXICO:                 |    |                      |     |
|                         |    |                      |     |
| GR                      | 12 | José de Jesús Corona |     |
| LD                      | 22 | Gerardo Flores       |     |
| ZA                      | 2  | Javier Rodríguez     |     |
| ZA                      | 15 | Héctor Moreno        | 47' |
| LE                      | 3  | Carlos Salcido       |     |
| MC                      | 17 | Jesús Zavala         | 86' |
| MC                      | 6  | Gerardo Torrado      |     |
| MC                      | 11 | Javier Aquino        | 53' |
| MC                      | 10 | Giovani dos Santos   | 58' |
| AT                      | 18 | Andrés Guardado      |     |
| AT                      | 14 | Javier Hernández     |     |
| Substituições:          |    |                      |     |
| ZA                      | 21 | Hiram Mier           | 53' |
| AT                      | 19 | Raúl Jiménez         | 86' |
| Treinador:              |    |                      |     |
| José Manuel de la Torre |    |                      |     |

| ITÁLIA:          |    |                      |         |
|                  |    |                      |         |
| GR               | 1  | Gianluigi Buffon     |         |
| LD               | 20 | Ignazio Abate        |         |
| ZA               | 15 | Andrea Barzagli      | 34'     |
| ZA               | 3  | Giorgio Chiellini    |         |
| LE               | 5  | Mattia De Sciglio    |         |
| MC               | 16 | Daniele De Rossi     | 81'     |
| MC               | 21 | Andrea Pirlo         |         |
| MC               | 18 | Riccardo Montolivo   |         |
| MC               | 8  | Claudio Marchisio    | 68'     |
| MC               | 22 | Emanuele Giaccherini | 88'     |
| AT               | 9  | Mario Balotelli      | 79' 86' |
| Substituições:   |    |                      |         |
| MC               | 17 | Alessio Cerci        | 68'     |
| AT               | 11 | Alberto Gilardino    | 86'     |
| MC               | 7  | Alberto Aquilani     | 88'     |
| Treinador:       |    |                      |         |
| Cesare Prandelli |    |                      |         |

| Melhor em campo: Andrea Pirlo (Itália) Bandeirinhas: Sergio Román Carlos Astroza Quarto árbitro: Djamel Haimoudi Quinto árbitro: Redouane Achik |

### Segunda rodada
Brasil vs. México
| 19 de junho | Brasil               | 2 – 0     | México | Estádio Castelão, Fortaleza              |
| 16:00       | Neymar 9' · Jô 90+3' | Relatório |        | Público: 57 804 Árbitro: ENG Howard Webb |

| Brasil | México |

| BRASIL:             |    |                  |     |
|                     |    |                  |     |
| GR                  | 12 | Júlio César      |     |
| LD                  | 2  | Daniel Alves     | 76' |
| ZA                  | 3  | Thiago Silva 44' |     |
| ZA                  | 4  | David Luiz       |     |
| LE                  | 6  | Marcelo          |     |
| MC                  | 17 | Luiz Gustavo     |     |
| MC                  | 18 | Paulinho         |     |
| MC                  | 11 | Oscar            | 62' |
| AT                  | 19 | Hulk             | 78' |
| AT                  | 10 | Neymar           |     |
| AT                  | 9  | Fred             | 82' |
| Substituições:      |    |                  |     |
| MC                  | 8  | Hernanes         | 62' |
| MC                  | 7  | Lucas            | 78' |
| AT                  | 21 | Jô               | 82' |
| Treinador:          |    |                  |     |
| Luiz Felipe Scolari |    |                  |     |

| MÉXICO:                 |    |                      |         |
|                         |    |                      |         |
| GR                      | 12 | José de Jesús Corona |         |
| DF                      | 21 | Hiram Mier           |         |
| DF                      | 2  | Javier Rodríguez     | 90'     |
| DF                      | 15 | Héctor Moreno        |         |
| DF                      | 20 | Jorge Torres         | 70'     |
| DF                      | 3  | Carlos Salcido       |         |
| DF                      | 22 | Gerardo Flores       | 58'     |
| MC                      | 10 | Giovani dos Santos   |         |
| MC                      | 18 | Andrés Guardado      | 21'     |
| AT                      | 14 | Javier Hernández     |         |
| Substituições:          |    |                      |         |
| MF                      | 16 | Héctor Herrera       | 89' 58' |
| MF                      | 7  | Pablo Barrera        | 70'     |
| FW                      | 19 | Raúl Jiménez         | 88'     |
| Treinador:              |    |                      |         |
| José Manuel de la Torre |    |                      |         |

| Melhor em campo: Neymar (Brasil) Bandeirinhas: Michael Mullarkey Darren Cann Quarto árbitro: Enrique Osses Quinto árbitro: Carlos Astroza |

Itália vs. Japão
| 19 de junho | Itália                                                                | 4 – 3     | Japão                                      | Arena Pernambuco, Recife                |
| 19:00       | De Rossi 41' · Uchida 50' (g.c.) · Balotelli 52' (pen) · Giovinco 86' | Relatório | Honda 21' (pen) · Kagawa 33' · Okazaki 69' | Público: 40 489 Árbitro: ARG Diego Abal |

| Itália | Japão |

| ITÁLIA:          |    |                      |     |
|                  |    |                      |     |
| GR               | 1  | Gianluigi Buffon     | 20' |
| LD               | 2  | Christian Maggio     | 59' |
| ZA               | 15 | Andrea Barzagli      |     |
| ZA               | 3  | Giorgio Chiellini    |     |
| LE               | 5  | Mattia De Sciglio    |     |
| MC               | 21 | Andrea Pirlo         |     |
| MC               | 18 | Riccardo Montolivo   |     |
| MC               | 16 | Daniele De Rossi     | 36' |
| MC               | 7  | Alberto Aquilani     | 30' |
| MC               | 22 | Emanuele Giaccherini | 68' |
| AT               | 9  | Mario Balotelli      |     |
| Substituições:   |    |                      |     |
| AT               | 10 | Sebastian Giovinco   | 30' |
| ZA               | 20 | Ignazio Abate        | 59' |
| MC               | 8  | Claudio Marchisio    | 68' |
| Treinador:       |    |                      |     |
| Cesare Prandelli |    |                      |     |

| JAPÃO:             |    |                |           |
|                    |    |                |           |
| GR                 | 1  | Eiji Kawashima |           |
| LD                 | 6  | Atsuto Uchida  | 73'       |
| ZA                 | 22 | Maya Yoshida   |           |
| ZA                 | 15 | Yasuyuki Konno | 90'       |
| LE                 | 5  | Yuto Nagatomo  |           |
| MC                 | 17 | Makoto Hasebe  | 52' 90+2' |
| MC                 | 7  | Yasuhito Endō  |           |
| MC                 | 9  | Shinji Okazaki |           |
| MC                 | 4  | Keisuke Honda  |           |
| AT                 | 10 | Shinji Kagawa  |           |
| AT                 | 18 | Ryoichi Maeda  | 79'       |
| Substituições:     |    |                |           |
| ZA                 | 21 | Hiroki Sakai   | 73'       |
| AT                 | 11 | Mike Havenaar  | 79'       |
| MC                 | 14 | Kengo Nakamura | 90+2'     |
| Treinador:         |    |                |           |
| Alberto Zaccheroni |    |                |           |

| Melhor em campo: Shinji Kagawa (Japão) Bandeirinhas: Hernán Maidana Juan Pablo Belatti Quarto árbitro: Joel Aguilar Quinto árbitro: William Torres |

### Terceira rodada
Itália vs. Brasil
| 22 de junho | Itália                          | 2 – 4     | Brasil                                   | Arena Fonte Nova, Salvador                   |
| 16:00       | Giaccherini 51' · Chiellini 71' | Relatório | Dante 45+1' · Neymar 55' · Fred 66', 89' | Público: 48 874 Árbitro: UZB Ravshan Irmatov |

| Itália | Brasil |

| ITÁLIA:          |    |                      |     |
|                  |    |                      |     |
| GR               | 1  | Gianluigi Buffon     |     |
| LD               | 20 | Ignazio Abate        | 30' |
| ZG               | 19 | Leonardo Bonucci     |     |
| ZG               | 3  | Giorgio Chiellini    |     |
| LE               | 5  | Mattia De Sciglio    |     |
| VL               | 18 | Riccardo Montolivo   | 26' |
| VL               | 7  | Alberto Aquilani     |     |
| RW               | 6  | Antonio Candreva     |     |
| MA               | 8  | Claudio Marchisio    | 40' |
| LW               | 23 | Alessandro Diamanti  | 72' |
| CA               | 9  | Mario Balotelli      |     |
| Substituições:   |    |                      |     |
| MA               | 22 | Emanuele Giaccherini | 26' |
| ZG               | 2  | Christian Maggio     | 30' |
| AT               | 14 | Stephan El Shaarawy  | 72' |
| Treinador:       |    |                      |     |
| Cesare Prandelli |    |                      |     |

| BRASIL:             |    |              |         |
|                     |    |              |         |
| GR                  | 12 | Júlio César  |         |
| LD                  | 2  | Daniel Alves |         |
| ZG                  | 3  | Thiago Silva |         |
| ZG                  | 4  | David Luiz   | 8' 33'  |
| LE                  | 6  | Marcelo      |         |
| VL                  | 8  | Hernanes     |         |
| VL                  | 17 | Luiz Gustavo | 44'     |
| RW                  | 19 | Hulk         | 76'     |
| MA                  | 11 | Oscar        |         |
| LW                  | 10 | Neymar       | 28' 69' |
| CA                  | 9  | Fred         |         |
| Substituições:      |    |              |         |
| ZG                  | 13 | Dante        | 33'     |
| MA                  | 20 | Bernard      | 69'     |
| VL                  | 5  | Fernando     | 76'     |
| Treinador:          |    |              |         |
| Luiz Felipe Scolari |    |              |         |

| Melhor em campo: Neymar (Brasil) Bandeirinhas: Abdukhamidullo Rasulov Bahadyr Kochkarov Quarto árbitro: Yuichi Nishimura Quinto árbitro: Toru Sagara |

Japão vs. México
| 22 de junho | Japão       | 1 – 2     | México             | Estádio Mineirão, Belo Horizonte         |
| 16:00       | Okazaki 86' | Relatório | Hernández 54', 66' | Público: 52 690 Árbitro: GER Felix Brych |

| Japão | México |

| JAPÃO:             |    |                |         |
|                    |    |                |         |
| GR                 | 1  | Eiji Kawashima |         |
| LD                 | 21 | Hiroki Sakai   | 38' 58' |
| ZG                 | 16 | Yuzo Kurihara  |         |
| ZG                 | 15 | Yasuyuki Konno |         |
| LE                 | 5  | Yuto Nagatomo  | 77'     |
| VL                 | 13 | Hajime Hosogai |         |
| VL                 | 7  | Yasuhito Endō  |         |
| MC                 | 4  | Keisuke Honda  |         |
| RW                 | 9  | Shinji Okazaki |         |
| LW                 | 10 | Shinji Kagawa  |         |
| CA                 | 18 | Ryoichi Maeda  | 65'     |
| Substituições:     |    |                |         |
| DF                 | 6  | Atsuto Uchida  | 58'     |
| DF                 | 22 | Maya Yoshida   | 65'     |
| MA                 | 14 | Kengo Nakamura | 77'     |
| Treinador:         |    |                |         |
| Alberto Zaccheroni |    |                |         |

| MÉXICO:                 |    |                    |       |
|                         |    |                    |       |
| GR                      | 1  | Guillermo Ochoa    | 90+5' |
| LD                      | 21 | Hiram Mier         |       |
| ZG                      | 4  | Diego Reyes        |       |
| ZG                      | 15 | Héctor Moreno      |       |
| LE                      | 20 | Jorge Torres Nilo  |       |
| VL                      | 6  | Gerardo Torrado    |       |
| VL                      | 17 | Jesús Zavala       |       |
| MD                      | 10 | Giovani dos Santos | 78'   |
| ME                      | 18 | Andrés Guardado    | 71'   |
| CA                      | 19 | Raúl Jiménez       | 90'   |
| CA                      | 14 | Javier Hernández   |       |
| Substituições:          |    |                    |       |
| DF                      | 3  | Carlos Salcido     | 71'   |
| MC                      | 7  | Pablo Barrera      | 78'   |
| MC                      | 11 | Javier Aquino      | 90'   |
| Manager:                |    |                    |       |
| José Manuel de la Torre |    |                    |       |

| Homem do jogo: Javier Hernández (México) Bandeirinhas: Stefan Lupp Mark Borsch Quarto árbitro: Howard Webb Quinto árbitro: Mike Mullarkey |